# Lactase
La lactase est une enzyme (de type disaccharidase) présente chez les mammifères et certaines bactéries. Sa fonction principale est de permettre la dissociation du lactose en glucose et galactose, ce qui permet la digestion du lait.
La lactase a pour nom scientifique complet lactase-phlorizine hydrolase et fait partie de la famille des β-galactosidases. Elle est constituée de 1927 acides aminés et son poids est de 218603 Da. Sa température optimum est de 37 °C et son pH optimum est de 6,5 (ces données peuvent varier selon les types de lactase).
Chez l'humain, elle est sécrétée uniquement par les entérocytes de l'intestin grêle, au niveau des microvillosités de leur bordure en brosse, ce qui est lié au rôle digestif de l'intestin grêle.[réf. nécessaire]

## Fonctionnement
La lactase est une protéine codée par le gène LCT qui est situé sur le chromosome 2 chez l'humain. Trois facteurs de transcription sont nécessaires pour activer la séquence promoteur du gène : GATA, HNF-1 alpha et Cdx-2. Sans ces protéines, le gène ne pourra pas être transcrit.
La lactase a deux fonctions principales :
- Elle permet d'hydrolyser le lactose, un sucre retrouvé principalement dans les produits laitiers, en glucose et en galactose, des oses qui pourront ensuite être absorbés par l'organisme.
- L'autre rôle est une activité phlorizine hydrolase qui consiste à hydrolyser en phlorétine et en glucose la phlorizine, un composé présent dans l'écorce de certains arbres fruitiers qui est utilisé dans le traitement du diabète et de l'hyperglycémie.

Durant les premières semaines de vie, l'activité de la lactase est maximale, puis elle diminue au cours de l'enfance et de l'adolescence pour atteindre un taux résiduel d'environ 5 à 10 % à l'âge adulte.

## Apparition chez l'humain
L'étude des ADN anciens a montré que la mutation permettant de digérer le lait chez les humains n'est pas arrivée en Europe, comme on aurait pu le supposer, avec les premiers agriculteurs et n'est devenue courante qu'à l'âge du bronze, plusieurs millénaires après la domestication du bétail et le début de la production laitière. Avant 5 000 AP (avant-présent), il n’y a que quelques occurrences de l'allèle et il n'est pas impossible que ces occurrences soient des erreurs de génotypage ou de datation. En 2018, le plus ancien individu « fiable » présentant une persistance de la lactase à l'âge adulte était un individu énéolithique trouvé sur le territoire de l'Ukraine actuelle daté de 5 960 AP. Pour des études sur des populations plus larges, on le trouve chez des fermiers du sud-ouest de l’Europe il y a  de 5 000 à 4 500 ans, et, à une fréquence plus basse, chez des chasseurs-cueilleurs de la culture de la céramique perforée, il y a 4 800 à 4 200 ans. 
En Europe centrale, la première apparition de l'allèle dans l'ensemble des données étudiées (2015) se trouve dans un échantillon de la culture campaniforme, datant de 2450 à 2140 av. J.C..
À 2 500 AP, l'allèle est présent sur une bande s'étendant de l'Irlande à l'Asie centrale à environ 50 degrés de latitude,. Plusieurs hypothèses tentent d'expliquer son apparition dans des lieux séparés, sous l'effet d'une pression de sélection évolutive due à la consommation de lait, à laquelle il est très intiment corrélée ; des simulations en attribuent la dissémination à la  propagation des populations d'ascendance steppique d'Europe centrale,.
Une étude publiée en 2023 montre que des augmentations de la stature et de la masse corporelle sont observées dans les régions présentant des preuves de sélection pour la persistance de la lactase, notamment en Europe centrale et du Nord, ce qui appuie l'« hypothèse de croissance de la lactase ».

## Persistance de la lactase et hypothèse de croissance de la lactase
Les nourrissons humains produisent généralement la lactase pour permettre la digestion du lactose alimentaire dans le lait maternel, mais perdent cette capacité pendant la petite enfance. Il existe une variété de polymorphismes mononucléotidiques dans le gène favorisant la persistance de la lactase qui démontrent une évolution convergente indépendante dans la capacité à digérer le lactose parmi certaines populations d'Europe et d'Afrique de l'Est, et il y a également eu une sélection pour la persistance de la lactase dans d'autres régions, dans chaque cas, indiquant une réponse adaptative aux changements culturels vers l'industrie laitière. 
Le lait est une source de facteur de croissance analogue à l'insuline (IGF-1) mais l'IGF-1 est dégradé lors de la production de fromage ou de yaourt. Il a été proposé que la persistance de la lactase et la consommation de lait pendant le développement de l'enfance et à l'âge adulte élèvent les concentrations circulantes d'IGF-1, qui favorisent la croissance du squelette. Ainsi, il existe des preuves que des augmentations de stature dans le sud de la Suède se sont produites au début de l'âge du bronze en raison d'une consolidation d'une économie agro-pastorale, plutôt que du début de l'agriculture.
L'hypothèse de croissance de la lactase (LGH) suggère que la persistance de la lactase et la capacité à digérer les produits laitiers primaires et le lactose ont augmenté l'énergie alimentaire disponible, modifié la biologie énergétique de la croissance humaine et alimenté les différences régionales de la taille du corps chez l'homme.

## Pathologies
La lactase est codée par un seul locus situé sur le chromosome 2. Cette enzyme s'exprime exclusivement au niveau des entérocytes de l'intestin grêle des mammifères et plus faiblement au niveau du côlon au cours du développement fœtal. Les jeunes mammifères, et notamment l'enfant, peuvent digérer le lactose du lait, mais cette capacité disparait après le sevrage chez la majorité de la population mondiale qui voit la transcription de son ADN codant la lactase diminuer. La sélection naturelle a cependant conservé cette capacité chez les peuples d'éleveurs qui ont domestiqué des mammifères et consommé du lait il y a 5 à 10 000 années, des mutations génétiques ayant eu lieu à cette période sur le promoteur régulant le gène codant la lactase et s'étant propagées favorablement dans certaines régions où la consommation de lait s'est répandue. 
Ce déficit en lactase chez les adultes peut être associé à plusieurs pathologies :
- La plus fréquente est l'hypolactasie, qui touche près de 75 % de la population mondiale. Elle est définie par un déficit partiel en lactase d’origine génétique causé par la répression de la synthèse de lactase. Par contre, à l’âge adulte, l’hypolactasie doit être considérée comme un phénomène normal puisque c’est plutôt la persistance d’une forte activité lactasique qui est anormale. En effet, cette dernière est causée par 2 mutations autosomiques dominantes sur le promoteur qui lèvent la répression normale de la synthèse. Chez certaines personnes, l’hypolactasie peut entraîner une intolérance au lactose tandis que chez d’autres, elle n’entraînera aucun effet indésirable.
- L’alactasie congénitale est une pathologie définie par l’incapacité de l’organisme à synthétiser la lactase. Cette affection très rare est causée par un mécanisme autosomique récessif et elle entraînera une intolérance au lactose chez les individus qui en sont atteints.
- D’autres affections peuvent entraîner un déficit temporaire en lactase qui causera également une intolérance au lactose. En effet, toutes pathologies causant des lésions de la muqueuse intestinale, qu’elles soient profondes ou superficielles, peuvent causer un arrêt de synthèse de lactase. Les maladies inflammatoires de l’intestin et les gastro-entérites graves (surtout celles causées par l’action d’un rotavirus qui s’attaque directement à la muqueuse) peuvent donc causer un déficit temporaire en lactase qui sera rétabli lorsque les lésions seront guéries.

## Diagnostic d'un déficit en lactase
Trois tests peuvent être utilisés pour diagnostiquer une pathologie reliée à une déficience en lactase:
- Premièrement, on peut faire une biopsie de l’intestin grêle qui permettra de mesurer l’activité enzymatique de la lactase. Puisque ce test est une technique invasive, il est moins utilisé malgré son excellente fiabilité.
- Deuxièmement, on peut procéder au test respiratoire de l’hydrogène expiré, qui consiste à évaluer la présence d’hydrogène dans l’air expiré par le patient avant et après l’ingestion de 10 grammes de lactose. Son principe repose sur le fait que le lactose non digéré dans l’intestin grêle se transforme en gaz, dont l’hydrogène, sous l’action des bactéries présentes dans le côlon. En passant par le sang, l’hydrogène va ensuite rejoindre les poumons, puis il sera exhalé. La présence d’une forte concentration d’hydrogène dans le souffle va donc signifier que la synthèse de lactase est déficiente puisque la majorité du lactose aura été digérée par les bactéries coliques.
- Troisièmement, on peut effectuer le test de tolérance au lactose. Pour ce faire, on mesure simplement le taux de glucose dans le sang après l’ingestion de lactose. Si la synthèse de lactase est déficiente, la glycémie ne s’élèvera pas puisque le lactose ne sera pas dégradé en glucose.

## Production industrielle de lactase
Lorsqu’une personne présente une déficience en lactase, plusieurs moyens peuvent être utilisés pour diminuer les symptômes de l’intolérance au lactose. En effet, la lactase est produite industriellement par des levures (Kluyveromyces fragilis, Kluyveromyces lactis) et des champignons (Aspergillus niger, Aspergillus oryzae) qui la synthétisent lors de la fermentation. On peut donc ingérer la lactase sous forme de liquide ou de comprimé pour améliorer l’absorption du lactose. Certaines compagnies utilisent également la lactase produite industriellement pour fabriquer des produits laitiers sans lactose. Par ailleurs, dans certains yogourts, on retrouve des bactéries qui sécrètent la lactase (Lactobacillus bulgaricus, Lactobacillus acidophilus, certaines souches de Bifidobacterium). Ces bactéries, lorsqu’elles arrivent vivantes dans l’intestin grêle, permettent donc une meilleure digestion du lactose.
Aux États-Unis et dans d'autres pays du monde, on vend couramment des pilules de lactase (Lactaid, Lacteeze) destinées aux communautés noires et asiatiques pour leur permettre la consommation des produits laitiers.

## Identité de la lactase dans diverses banques de données
| Banques de données |           |
| ------------------ | --------- |
| Entrez Protein     | NP_002290 |
| Entrez Gene        | 3938      |
| OMIM               | 603202    |
| Refseq             | NM_002299 |
| Uniprot            | P09848    |

## Biographie
- (en) Jesper T. Troelsen, « Adult-type hypolactasia and regulation of lactase expression », Biochim. Biophys. Acta, Gen. Subj., vol. 1723, nos 1-3,‎ 25 mai 2005, p. 19-32 (ISSN 0304-4165, DOI 10.1016/j.bbagen.2005.02.003)

- ENATTAH, Nabil S., et al. Identification of variant associated with adult-type hypolactasia. Nature Genetics. Récupéré le 25 novembre 2007 de :

- BULHOES, A. C., et al. Correlation between lactose absorption and the C/T-13910 and G/A-22018 mutations of the lactase phlorizin hydrolase (LCT) gene in adult-type hypolactasia. Brazilian Journal of Medical and Biological Research. Récupéré le 25 novembre 2007 de :

- EVRARD, F. Le lactose : un sucre pas si "lait". Lasanté. Récupéré le 25 novembre 2007 de :

- BIANCHI, N., COTI, P., ROULET, M. Intolérance au lactose : de la biologie des populations au cas individuel. Revue Médicale Suisse. Récupéré le 25 novembre 2007 de :